# Раскол (фильм, 1993)
«Раско́л» — российский 9-серийный телевизионный фильм о возникновении и становлении Российской социал-демократической рабочей партии. Фильм даёт картину событий 1897—1905 годов, острых дискуссий о путях развития партии и революции. Центральное место занимает исторический II съезд РСДРП, на котором партия раскололась на большевиков и меньшевиков. Большинство действующих лиц — исторические персонажи.

## Сюжет
Время действия фильма — 1897—1905 годы — период, сыгравший важную роль в истории России и коммунистического движения. Борьба за создание газеты «Искра», процесс организации партии, проведение II съезда РСДРП, на котором произошёл раскол в социалистическом движении, поделивший партию на большевиков и меньшевиков.

## Актёры и роли
- Вадим Романов — Владимир Ульянов-Ленин
- Регимантас Адомайтис — Георгий Плеханов
- Евгений Дворжецкий — Юлий Мартов
- Андрей Харитонов — Александр Потресов
- Армен Джигарханян — Павел Аксельрод
- Елизавета Никищихина — Вера Засулич
- Людмила Касаткина — Александра Калмыкова
- Борис Плотников — Пётр Струве
- Валерий Сторожик — Сергей Зубатов
- Гиртс Яковлевс — Леман
- Фред Штилькраут — Ритмайер
- Валерий Гатаев — Дмитрий Сипягин, министр внутренних дел
- Анатолий Кузнецов — Вячеслав Плеве, министр внутренних дел
- Игорь Горбачёв — Сергей Зволянский
- Светлана Тормахова — Мария Игнатьевна, агент Зубатова
- Валентина Асланова — Розалия Плеханова
- Андрей Ильин — Иосиф Соломонович Блюменфельд, революционер
- Владимир Седов — Герлих
- Владимир Земляникин — Пирамидов
- Борис Клюев — великий князь Сергей Александрович
- Владимир Осипчук — Лев Троцкий
- Людмила Титова — Надежда Крупская
- Ирина Метлицкая — Розалия Землячка
- Алексей Колосов — Пётр Красиков
- Игорь Верник — Михаил Либер
- Алексей Богданович — Николай Бауман
- Ольга Дроздова — Капитолина Медведева (Бауман)
- Алексей Никульников — Дмитрий Ульянов
- Леван Мсхиладзе — Карский
- Борис Дьяченко — князь Владимир Оболенский
- Виталий Максимов — Виктор Крохмаль
- Андрей Ростоцкий — Николай II
- Дмитрий Шиляев — Егор Созонов
- Анатолий Баранцев — полицмейстер Туруханска
- Владимир Бурлаков — полицмейстер Пскова
- Александр фон Сиверс — комиссар полиции Брюсселя
- Кристоф Линдерт — полицей-президент Мюнхена
- Сергей Десницкий — граф Сергей Витте
- Вацлав Дворжецкий — Фёдор Трепов
- Александр Домогаров — Гусев
- Виктор Евграфов — Некрич, полковник
- Александр Кахун — Леонид Красин
- Станислав Костецкий — предводитель дворянства
- Владимир Лелётко — рабочий-стихотворец
- Илья Марьяхин — Павел, гимназист
- Роман Михеев — Балмашёв, студент
- Александр Сафронов — Михаил Туган-Барановский
- Олег Соколов — Мартын Лядов
- Виктор Тереля — Георгий Гапон
- Иван Шабалтас — Иван Бабушкин
- Алексей Яковлев — Глеб Кржижановский
- Георгий Шахет — Гофман
- Ефим Байковский — губернатор Бельфорд
- Геннадий Воропаев — Николай Клейгельс, петербургский градоначальник
- Александр Котов — следователь
- Виктор Борцов — надзиратель
- Евгений Спасский — Иоганн Дитц[нем.]
- Дирк Вермирт — Рау
- Анатолий Иванов — Виктор Посадовский (Мандельберг)
- Элизабет Мерсье — мадам Сатель
- Иван Краско — Малецкий, начальник Лукьяновской тюрьмы (нет в титрах)

## Съёмочная группа
- Режиссёр-постановщик — Сергей Колосов

- Авторы сценария — Борис Добродеев, Дмитрий Василиу, Сергей Колосов
- Главный оператор — Дильшат Фатхулин
- Главный художник — Михаил Карташов
- Композитор — Алексей Рыбников
- Звукооператор — Александр Погосян
- Художник по костюмам — Сергей Стручев
- Художники-гримёры — Юрий Емельянов, Надежда Яблоновская
- Главный директор картины — Фабиан Могилевский

## Критика и отзывы
Премьера телефильма состоялась в 1993 году на 1-м канале Останкино. Отзывы зрителей оказались неоднозначными. Одни посчитали фильм вымыслом, другие поверили создателям картины, третьи же, согласившись с показанным в фильме, продолжали поддерживать показанного не в лучшем свете вождя мировой революции и его идеи.
Режиссёр получил упрёк в расхождении с новейшим временем, а сам телефильм был назван «предсмертными конвульсиями жанра»:

«Раскол» начал сниматься ещё в эпоху «перестройки» и, как мне кажется, достаточно точно отражает идеологию и политическую риторику того периода. Горбачёв в то время пытался перевести КПСС на платформу социал-демократии. И фильм последовательно очищает светлый образ российских меньшевиков от скверны большевизма. В своё время сериал Колосова мог бы стать событием, если бы не снимался так долго и если бы события не развивались так быстро.
— Алексей Ханютин, режиссёр и сценарист, «Искусство кино» № 7 1994
По мнению кинокритика Виктора Матизена комментарии режиссёра «не лучшее, что есть в фильме», но первый широкий показ российских вождей социал-демократии стал шагом вперёд. Был оценён и актёрский ансамбль:

В «Расколе» замечательные роли: Засулич — Никищихина, Плеханов — Адомайтис, Струве — Плотников, Аксельрод — Джигарханян, Мартов — Дворжецкий, Троцкий — Осипчук, Зубатов — Сторожик. Превосходен Ленин в исполнении Вадима Романова — резкий, умный, нетерпимый, энергичный, истово верующий в свою правоту и свою миссию.
— Виктор Матизен, кинокритик, «Искусство кино» № 7 1994
Несмотря на участие популярных актёров и стремление авторов к исторической объективности (отсутствие советской идеологической ангажированности и постсоветского радикального псевдоисторического переосмысления прошлого), впоследствии телефильм долгое время не демонстрировался.